# James Marsters
James Wesley Marsters (sinh ngày 20 tháng 8 năm 1962) là một nam diễn viên người Mỹ.

## Thời thơ ấu
Marsters sinh ra tại Greenville, California. Năm 1982, ông chuyển đến thành phố New York để học tại trường Juilliard School, tuy nhiên, ông đã ngừng học hai năm sau đó.

## Giải thưởng và đề cử
| Năm  | Giải thưởng      | Hạng mục                                        | Đề cử cho                         | Kết quả   |
| ---- | ---------------- | ----------------------------------------------- | --------------------------------- | --------- |
| 2000 | Giải Teen Choice | Choice TV: Sidekick                             | Buffy the Vampire Slayer          | Đề cử     |
| 2002 | Giải Teen Choice | Choice TV: Diễn viên                            | Buffy the Vampire Slayer          | Đề cử     |
| 2003 | Giải Teen Choice | Choice TV: Diễn viên                            | Buffy the Vampire Slayer          | Đề cử     |
| 2000 | Giải Saturn      | Nam diễn viên phụ xuất sắc nhất trong loạt phim | Buffy the Vampire Slayer          | Đề cử     |
| 2001 | Giải Saturn      | Nam diễn viên phụ xuất sắc nhất trong loạt phim | Buffy the Vampire Slayer          | Đoạt giải |
| 2002 | Giải Saturn      | Cinescape Genre Face of the Future              | Buffy the Vampire Slayer          | Đoạt giải |
| 2002 | Giải Saturn      | Nam diễn viên phụ xuất sắc nhất trong loạt phim | Buffy the Vampire Slayer          | Đề cử     |
| 2003 | Giải Saturn      | Nam diễn viên phụ xuất sắc nhất trong loạt phim | Buffy the Vampire Slayer          | Đoạt giải |
| 2004 | Giải Saturn      | Nam diễn viên phụ xuất sắc nhất trong loạt phim | Angel / Buffy the Vampire Slayer  | Đề cử     |
| 2005 | Giải Saturn      | Nam diễn viên phụ xuất sắc nhất trong loạt phim | Angel                             | Đề cử     |
| 2003 | Giải Satellite   | Nam diễn viên phụ xuất sắc nhất trong loạt phim | Buffy the Vampire Slayer          | Đề cử     |
| 2002 | Giải SFX         | Diễn xuất hài xuất sắc nhất                     | Buffy the Vampire Slayer          | Đoạt giải |
| 2002 | Giải SFX         | Nam diễn viên truyền hình xuất sắc nhất         | Buffy the Vampire Slayer          | Đoạt giải |
| 2004 | Giải Spacey      | Vai diễn truyền hình nam được yêu thích         | Spike in Angel                    | Đoạt giải |
| 2011 | Giải S.E.T.      | The Documentary S.E.T. Award.                   | Moonshot: The Flight of Apollo 11 | Đoạt giải |